# Лансантфрайд ъм Мехайн
Лансантфра̀йд ъм Мѐхайн (на уелски: Llansantffraid-ym-Mechain, произнася се по-близко до Хлансантфра̀йд ъм Мѐхайн, кратка форма Лансантфра̀йд) е село в източната част на Централен Уелс, графство Поуис. Разположено е край река Върнуи на 4 km на запад от границата с Англия и на около 8 km на юг от английския град Озуъстри. Имал е в миналото жп гара. Населението му е около 1000 жители според данни от преброяването от 2001 г.

## Спорт
Представителният футболен отбор на селото се казва ФК Дъ Ню Сейнтс. Той представя също и английския град Озуъстри. Дългогодишен участник и шампион е на Уелската Висша лига. Играе мачовете си в Лансантфрайд и в Озуъстри.